# 古巴革命
古巴革命（西班牙語：Revolución cubana）是一場推翻古巴獨裁者富爾亨西奧·巴蒂斯塔的民族民主革命，结果是以菲德爾·卡斯特羅為首的革命組織七二六運動在1959年1月1日取得勝利。之後所建的古巴革命政府從外交中立逐渐走向激进，最终建立西半球第一個社會主義國家，并极大激发拉丁美洲的左翼革命浪潮。
革命后的古巴采取新形式的外交，开启输出革命的时代，如介入安哥拉内战和尼加拉瓜革命。1961年猪湾事件后，古美关系彻底破裂，美国对古巴实施严厉的经济封锁措施。虽然古美关系近年来有所改善，但美国仍对古巴实施贸易禁运。

## 背景
在1898年美西戰爭後，古巴虽然名義上脱离西班牙殖民获得獨立，實際上卻淪為美國的保護國、从属国、半殖民地。美國透過締結條約以及在古巴憲法中附加普拉特修正案等方式，來合法化干涉古巴政府，並在關塔那摩灣建造海軍基地。在經濟上，古巴經濟因建築在少數農業作物和原料上，使經濟結構上較為脆弱，尤其是許多產業掌握在美國人手上，對於美帝国主义的侵擾，古巴的民族主義精神日漸高漲。在1930年代全球經濟大蕭條之下，古巴也受到嚴重影響，並使國家陷入混亂中。虽然普拉特修正案在1934年被时任美国总统富兰克林·罗斯福废除，但是美国并没有停止干涉古巴内政。而美國日后又通过扶持軍人巴蒂斯塔上台，最终实际上奪得古巴政府控制權。在這期間，古巴財富嚴重集中，贫富悬殊进而造成民眾的憤怒情緒，政府官員腐敗不堪，也與美國黑手黨有許多關連。加上在1952年巴蒂斯塔發動政變，廢除古巴憲法，停止古巴選舉並禁止政黨活動，建立自己的獨裁專制並進行高壓統治，使人民對巴蒂斯塔政府產生嚴重反感。
在當時古巴的情況下，菲德爾·卡斯特羅青年時逐漸對於社會缺乏公正表示不滿。在哈瓦那大學裡的政治氣氛薰陶下，卡斯特羅開始參與許多政治活動，甚至到哥倫比亞波哥大參加拉丁美洲學生們組織的一場政治會議，在波哥大暴動中扮演重要的角色。卡斯特羅獲得法學博士學位後，以律師為职业，他對政治熱情並未消減，在1952年他決定投入國會選舉。然而，在那年巴蒂斯塔發動政變，停止國會選舉。卡斯特羅試圖控告巴蒂斯塔違憲，但沒有任何結果。這使得卡斯特羅非常不滿，并就此开始強烈反對巴蒂斯塔政權。坚信只有用暴力革命手段才能推翻巴蒂斯塔政权。

## 七二六起義和七二六运动
1953年7月26日，古巴革命是以卡斯特羅為首的约160名革命者攻打聖地亞哥蒙卡達兵營和巴亞莫軍營開始，但這場行動最後失敗。關於革命軍在這次行動中真正的陣亡數不是很肯定，但根據菲德爾·卡斯特羅在自傳中透露，共有5人在戰鬥中陣亡，而另有56人在之後被巴蒂斯塔政權所殺。其中死亡名單中包含這次行動的副指揮官阿貝爾·桑塔馬里亞，他遭到俘虜、動刑，最後於突擊當日被處決。剩餘倖存的人包含菲德爾·卡斯特羅和他的弟弟勞爾·卡斯特羅等，不久之後便被逮捕。在這個高度受到矚目的審判中，在菲德爾·卡斯特羅近一小時為自己辯護的言詞中，最後以「判决我吧！没有关系。历史将宣判我无罪！」為辯詞結語。這場審判中，菲德爾·卡斯特羅被判15年徒刑並服刑於松树岛的監獄中，而勞爾則是13年徒刑。
在1955年，基於群眾壓力，巴蒂斯塔政府釋放了所有古巴的政治犯，其中也包含参与攻打蒙卡達兵營行动的人。之所以會釋放卡斯特羅兄弟，部分也是巴蒂斯塔被菲德爾·卡斯特羅童年的耶穌會導師所說服。
之後，卡斯特羅兄弟與其它的流亡革命者在墨西哥集合起來成立七二六運動組織，並準備發動革命推翻巴蒂斯塔，雖然卡斯特羅本人思想左傾，但在革命期間他没有明显展現出來。革命組織在那裏受到曾是西班牙內戰的共和軍軍官阿爾貝托·巴約的訓練，同時也是在這段時期菲德爾·卡斯特羅認識了切·格瓦拉。另外菲德爾·卡斯特羅這段時期還到美國七個星期，為自己的革命運動募款，試圖在各地成立七二六俱樂部。

## 格拉瑪號遠征
1956年11月25日，以菲德爾·卡斯特羅為首的82名革命者乘坐遊艇格拉瑪號從墨西哥韋拉克魯斯州圖斯潘向古巴進發，準備在古巴东南部海岸登陸，史稱“格拉瑪號遠征”。因為格拉瑪號設備嚴重老化使得船速緩慢，加上承載太多東西，抵達古巴是在1956年12月2日，這比原定計畫遲了兩天，也離預定登陸地偏離2公里，這結果造成原本要在30日接應和策應起義的當地起义者不得不撤退。
當格拉瑪號抵達古巴，遠征隊一離船上岸，就遭到政府軍攻擊。遠征隊一路往古巴東南部的马埃斯特腊山脉前進，在長途跋涉以及政府軍從空中和陸地兩方面的圍攻下，大部分格拉瑪號上的成員都陣亡，只有少數抵達馬埃斯特臘山區。對於倖存者的真正人數仍有爭議，但大致上可確認原先82人中，在與古巴政府軍血腥奮戰後並成功进入到馬埃斯特臘山區的约有20人，其中包含菲德爾·卡斯特羅、切·格瓦拉、勞爾·卡斯特羅和卡米洛·西恩富戈斯。倖存者起初都分散開來，有些是單獨一人或是小團行動，各自在山區來回尋找革命者的下落，最終在當地同情他們的農人幫助下找到其他人，並建立這支游擊隊的領導核心。另外阿貝爾·桑塔馬里亞的兩個姊妹塞莉亚·桑切斯和艾蒂·桑塔馬里亞在這時於山區幫助菲德爾·卡斯特羅等人。
在1957年3月13日，另一個革命團體，學生激進團體革命指导委员会企圖發動對巴蒂斯塔政府的斬首行動，他們衝進總統府內企圖刺殺巴蒂斯塔。這場自殺性攻擊最終失敗，革命指导委员会的領導學生何塞·安東尼奧·埃切维里亚在占領的電台中發佈巴蒂斯塔死亡訊息後，被巴蒂斯塔政府軍警發現而遭到槍殺。這場行動的少數倖存者包括翁贝托·卡斯蒂里奥、羅蘭多·庫貝拉，以及日後領導革命指揮委员会的弗雷·喬蒙。之後革命指导委员会在位于古巴中部的埃斯坎布雷山脈地区進行反政府游擊戰。
加上一直深受美國力量扶持而取得的統治權的巴蒂斯塔政府，因這時美國政府施加了對古巴的武器禁運並召回駐古巴大使，讓巴蒂斯塔政府統治基礎更為衰弱。巴蒂斯塔在上台前，曾受共产主义政党人民社会党一定程度的支持，在1958年中期後，他們同巴蒂斯塔政府彻底决裂。

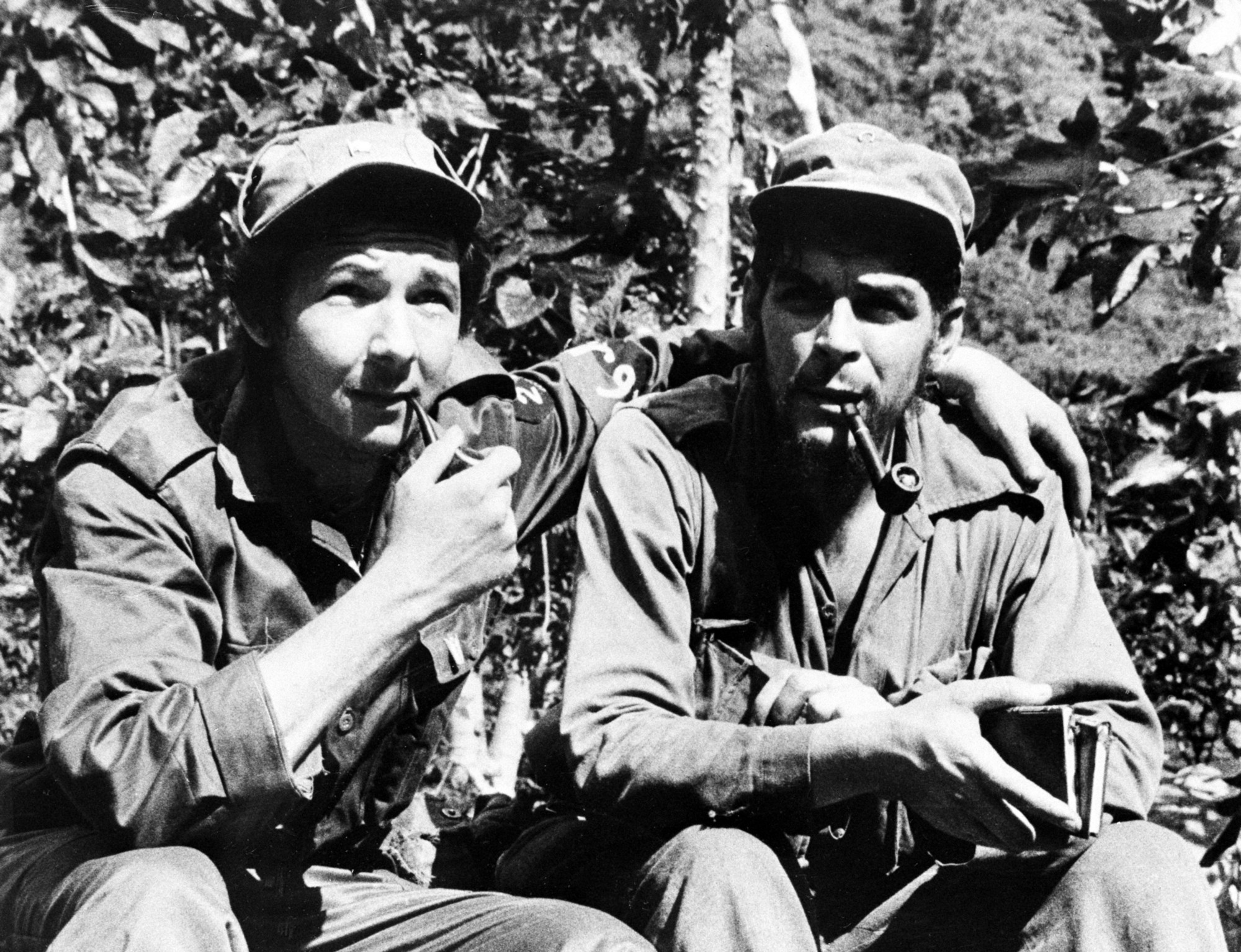
勞爾·卡斯特羅（左）和游擊隊二號人物切·格瓦拉（右），拍攝於1958年古巴奥连特省克里斯塔尔山脈的游击队據點

## 马埃斯特腊山脉游擊戰
巴蒂斯塔政府為了保持對古巴城市的控制，經常使用高壓和恐怖統治。但在馬埃斯特臘山區，菲德爾·卡斯特羅在弗兰克·派斯、拉莫斯·拉圖爾（Ramos Latour）、乌贝尔·馬托斯和其他人幫助下屢次成功襲擊較小的政府軍警駐處，切·格瓦拉和勞爾·卡斯特羅也幫助他在政治上鞏固對山區的控制。此外，還有一些武裝較貧乏的非正規隊員，稱作偵查員（escopeteros），他們在東方省的丘陵和平原間騷擾巴蒂斯塔軍警，還以分享情報和保衛卡斯特羅軍補給線等方式，直接給與卡斯特羅軍事支援。最終，馬埃斯特臘山區受到卡斯特羅的控制。
除了遭到武裝反抗外，一個叫做「起义电台」的地下電台也在宣傳上攻擊巴蒂斯塔政府，這個電台創於1958年2月，卡斯特羅和他的組織利用這個電台發送他們的訊息給在政府軍管轄範圍內的每一個人，電台的發送可能是由卡斯特羅一位密友卡洛斯·弗朗基進行，他後來流亡到波多黎各。
在這個時期，菲德爾·卡斯特羅的組織規模相當的小，有時甚至少於200人，同時的古巴政府軍警人數卻在37000左右。儘管懸殊，但近乎每一次政府軍與革命軍作戰，政府軍都被迫撤退。除了此時古巴政府軍效率相當低弱外，政府軍還有一個嚴重問題逐漸曝露出來，那就是自從美國在1958年3月14日開始對古巴武器禁運，這讓政府空軍很快就因飛機沒有美國的零件來進行修繕，逐漸惡化。 
巴蒂斯塔政府軍最後發動一次攻擊行動稱作夏季行动，作為對游擊革命軍的回應。巴蒂斯塔政府把大約12,000名士兵送入山區作戰，但其中半數訓練不足。在一系列的小規模衝突中，政府軍都遭到卡斯特羅的堅毅戰士擊退。在7月11日—7月21日進行的拉普拉塔战役中，卡斯特羅的軍隊擊敗政府軍一個500人的營，俘虜其中240人，革命軍僅陣亡3人。
然而在拉斯梅赛德斯戰役中，巴蒂斯塔政府軍幾乎要摧毀卡斯楚約300人的小股革命軍，當他的軍隊被優勢兵力圍困時，卡斯特羅要求暫時停火，並得到政府軍同意這項提議，停火便在8月1日生效。在接下來七天之中，一場協商展開但毫無結果，而革命軍趁著這個機會逐漸脫離包圍。在8月8日時革命軍已經逃回山中，成功結束政府軍攻勢，巴蒂斯塔政府的夏季攻勢以失敗作收。

## 起义軍反攻

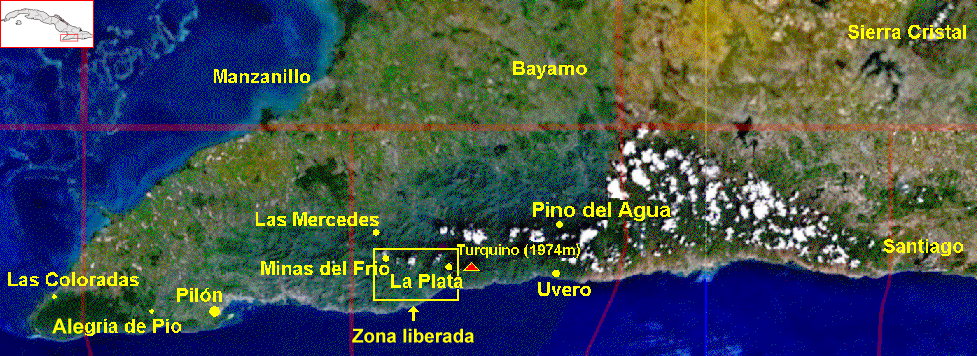
在古巴革命期間，馬埃斯特臘山區的周遭地圖。

在1958年8月21日，在巴蒂斯塔政府的攻勢失敗後，卡斯特羅開始他們自己的進攻，並以多個戰線朝東方省（這個省份後來被分為聖地亞哥省、格拉瑪省、關塔那摩省和奧爾金省）進攻，由菲德爾·卡斯特羅、勞爾·卡斯特羅和胡安·阿爾梅達·博斯克指揮。革命軍帶著從夏季行动中所繳獲或是從飛機走私而來的新武器下山，贏了一連串勝利。卡斯特羅主要在吉薩獲得勝利，並成功占領數個城鎮，使東方省的中部平原落入他的控制之中。
同時，另外三個縱隊分別由切·格瓦拉、卡米洛·西恩富戈斯和海梅·維加（Jaime Vega）率領，並往中部的該省省会聖克拉拉進軍。然而，其中的海梅·維加縱隊遭到伏擊而毀滅。剩餘兩支縱隊抵達中部省份，在那裡與數個非卡斯特羅領導的其他反抗勢力會合。根據學者Faria描述，埃斯坎布雷山脈那邊原來就有另一個帶有反共色彩的革命團體三一三革命指导委员会的部隊，而且他們與巴蒂斯塔政府軍交戰已有數個月之久了。當切·格瓦拉的縱隊通過拉斯比利亞斯省，尤其是通過埃斯坎布雷山區時，這兩個反抗勢力之間的摩擦持續增溫，因七二六運動的部隊中就有大量共產主義者在內，像是如辯論家阿曼多·阿科斯塔（Armando Acosta）和指揮官費利克斯·托雷斯（Felix Torres）。但這支兩支革命軍隊最後合流並繼續進攻。1958年12月30日，在亞瓜哈伊戰役中西恩富戈斯贏得關鍵的勝利（此後他得到了“亞瓜哈伊的英雄”的绰号）。

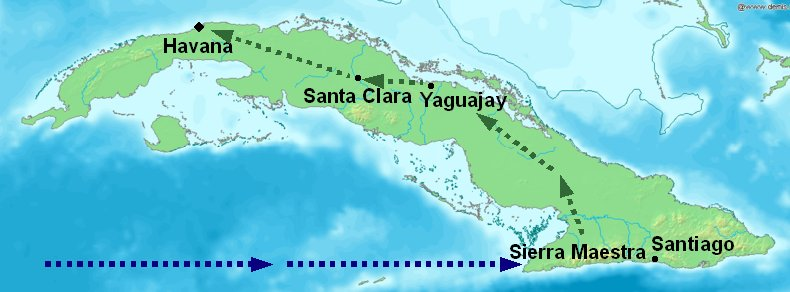
這張古巴地圖顯示1956年後期格拉瑪號抵達位置，以及革命軍在馬埃斯特臘山區築成據點。也顯示切·格瓦拉、卡米洛·西恩富戈斯後來在1958年12月進軍聖克拉拉、哈瓦那等路線圖。

## 巴蒂斯塔政府崩潰

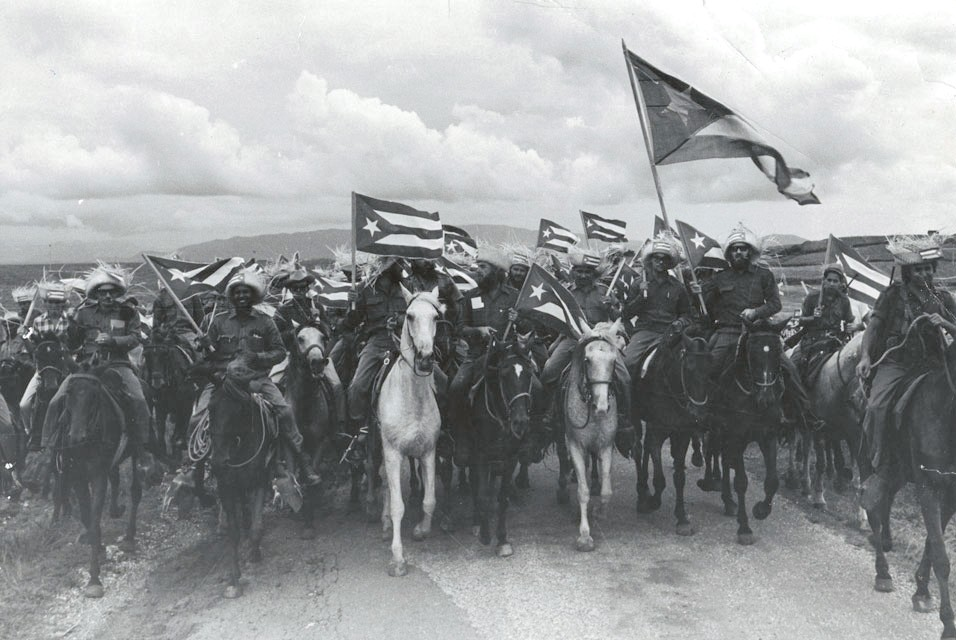
“骑兵”，1959年1月古巴革命胜利时拍摄的著名照片，图中是一群骑着马、用手挥舞着古巴国旗的古巴起义军战士

1959年12月31日，即亞瓜哈伊戰役结束後隔一天，聖克拉拉戰役在混亂中展開，聖克拉拉這座城市最後被切·格瓦拉、卡米洛·西恩富戈斯、革命指揮部的所合併革命軍所攻破，革命指揮部指揮官有羅蘭多·庫貝拉、威廉·亞歷山大·摩根等人。聖克拉拉戰役戰敗的消息讓巴蒂斯塔政府陷入恐慌，富爾亨西奧·巴蒂斯塔本人更是在幾小時後的1959年1月1日早晨逃離古巴，前往多米尼加共和國 。威廉·亞歷山大·摩根指揮一部分他的兵力和革命指揮部的部隊繼續進攻並在1日或2日時占領西恩富戈斯，巴蒂斯塔政府也開始分崩離析。當卡斯特羅得知巴蒂斯塔在1日早晨飛離古巴後，開始立刻著手與圣地亚哥方面協談革命軍入城。在1月2日，該城指揮官魯維多上校下令和平開城，革命軍便接管聖地亞哥。同時，切·格瓦拉和卡米洛·西恩富戈斯在差不多時間進入首都哈瓦那，從聖克拉拉進軍至哈瓦那過程中幾乎沒有遇到抵抗。在8日，經過一段凱旋行軍後卡斯楚也抵達哈瓦那，並由曼努埃爾·烏魯蒂亞·列奧繼任古巴總統，卡斯特羅則出任總理。

## 革命胜利後

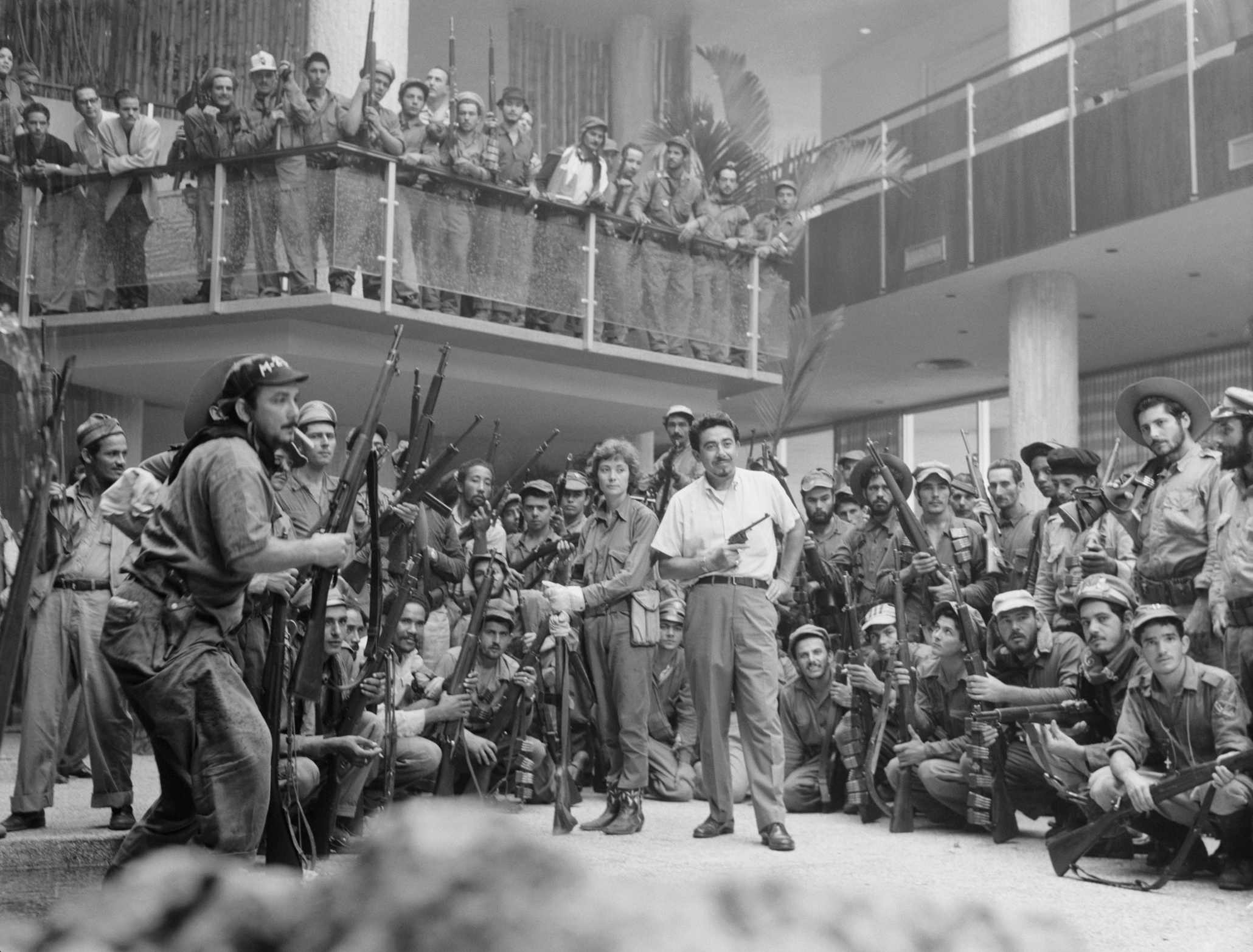
1959年1月，在哈瓦那希尔顿酒店庆祝胜利的古巴起义军士兵。

革命胜利後，數百位舊政府的警察和士兵被懷疑是巴蒂斯塔政府時期的爪牙，他們被以侵犯人權、戰爭、謀殺、拷刑等罪名而被公審，大多數在革命法庭中被判政治罪的都被槍決，其餘則是判長期監禁。其中最著名的例子是勞爾·卡斯特羅在占領圣地亚哥後，以革命正義來處決超過70名被俘的巴蒂斯塔政權士兵。在首都哈瓦那，切·格瓦拉被任命為為卡瓦尼亞城堡（Fortaleza La Cabaña）軍事監獄的最高负责人，負責對巴蒂斯塔時代的戰犯（主要是政治人物和警察）進行審查和處理，這也是菲德爾·卡斯特羅設法對效忠巴蒂斯塔政府的軍警和反對新政府的異議人士進行大規模清洗，被處決的人數可能達到600人之多，其中有些幸運的人只是被開除軍籍，或是警察被撤職而沒有被起訴，逃過一劫。另外一些舊政府的高級武官則被外調到國外。
在獲得權力後不久，卡斯特羅组织了革命民兵，讓自己在前革命軍領袖和支持民眾中擴大權力基礎，還於1960年夏季創立保衛革命委員會，負責注意任何反革命的活動，並鼓勵揭发反革命分子。當地的保卫革命委员会還負責詳細記錄每個街區居民的開支習慣、與外國人接觸的程度、工作、教育水準以及任何可疑的行為。

### 改革和與美國交惡
根據古巴地理學者安東尼奧·努涅斯·希梅內斯（Antonio Núñez Jiménez）認為，革命前古巴最良好的土地掌握在外國人或外國公司手中，其中美國占了大多數。革命成功後，其中第一個的政策就是消除文盲和進行新的土地改革。古巴政府把土地規劃成較大的田地，並加入農業合作社來進行土地改革，使之有效幫助人民提高生活水準，並使古巴的社會福利政策成為第三世界國家的楷模。
1959年5月，古巴在土地改革法下開始沒收土地和私有財產。在古巴律師馬里奧·拉佐（Mario Lazo）描述中，任何大小農田都由政府掌控，而土地、商業、公司的擁有者、上層和古巴中產階級被國有化，其中也包含菲德爾·卡斯特羅家族所擁有的農場。1960年底，古巴革命政府已經把總計25億美元價值的人民私有財產國有化。1960年8月6日，古巴政府國有化所有美國以及其他外國在古巴的資產。另外古巴開始抹除美國帝國主義的痕跡，沒收由美國人擁有的銀行、工業以及旅館，另外還沒收其它類别的資產進行國有化。而美國政府立即回應古巴這個措施，凍結了古巴在美國的財產，並斷絕外交關係 ，並加緊對古巴的貿易禁運，禁運這措施持續至今（於2015年7月20日恢復邦交關係）。而古巴政府為回應美國艾森豪威尔政府的行為，先后与大韓民國（于2024年2月15日重新建立邦交关系）、中華民國、越南共和国等资本主义阵营的国家断绝邦交，轉向蘇聯尋求支持。并先后与朝鲜民主主义人民共和国、中华人民共和国、越南民主共和国、蒙古人民共和国等社会主义阵营的国家建立外交关系。
美國政府都試圖推翻古巴政府及暗殺卡斯特羅，其中最知名的就是1961年豬灣事件。在1962年古巴飛彈危機後，美國保證絕不入侵古巴，但古巴島內的仍有小型叛變發生。
另外在1961年豬灣事件以後，古巴政府也對所有宗教的資產進行國有化，其中也包含羅馬天主教會。數以百計的教會成員被永久驅逐出這個國家，其中還包含主教。古巴政府開始宣導無神論，學者Faria描述古巴政府從官方教育著手，讓孩童成為無神論者。並且認為社會主義國家對孩童有更大的責任，而禁止私有學校成立，禁止一切宗教活動，直至1991年蘇聯解體后，才有限度恢復。卡斯特羅其後更于1998年成功邀請时任教宗若望·保祿二世訪問古巴。之后的2011年时任教宗本笃十六世访问古巴。

### 成立古巴共產黨
革命期間，菲德尔·卡斯特羅的许多战友怀有各種不同政治理念，有些是共產主義者，有些是民主主義者，有些是反共人士等等，菲德尔·卡斯特羅也未抱有明确的共產主义思想。甚至在革命成功之初，卡斯特羅前往美國宣揚他的革命，他說：「我知道全世界都認為我們是共產主義者。當然，我必須非常清楚的澄清我們不是共產主義者，這非常清楚」
。一直到古巴革命政府的执政稳固以後，才逐渐显現出激進的色彩。1961年4月16日，菲德尔·卡斯特罗庄严宣布，古巴革命“是一场贫苦人的、由贫苦人进行的、为了贫苦人的社会主义民主革命”。同年4月17日至19日，发生猪湾事件，美国组织雇佣军入侵古巴的计划遭到惨败。同年5月1日，菲德尔·卡斯特罗在集会上公开声明自己从上大学时起就是一个馬克思列寧主義者。同年7月，卡斯特羅领导的七二六運動与人民社會黨、三一三革命指导委员会组成政党联盟統一革命組織。1962年3月26日，統一革命組織改组为单一政党古巴社會主義革命統一黨。1965年10月3日，古巴社會主義革命統一黨又改组为古巴共產黨，菲德尔·卡斯特羅任中央委员会第一書記。

## 文化影响
古巴革命胜利时，整个领导团队的平均年龄不到三十岁，成为那个革命时代毫无疑问的青年偶像。法国哲学家让-保罗·萨特就反复感叹道：“古巴革命的领导人是那么年轻、充满朝气”。不管是菲德尔·卡斯特罗和劳尔·卡斯特罗兄弟、切·格瓦拉还是卡米洛·西恩富戈斯都是亲自持枪上阵的猛将，而且都是贝雷帽、绿军装、大胡子、抽雪茄、背轻机枪的形象，这种刀枪不入、不怕死的革命形象，被媒体铺天盖地地宣传，塑造成了1960年代最著名的战神的形象。菲德尔·卡斯特罗和切·格瓦拉也成为了自卡尔·马克思和弗里德里希·恩格斯之后最著名的偶像级革命战友。当时，一大批各国著名知识分子来到古巴，以结识古巴革命领导人为荣。1980年代，日本游戏厂商SNK还以菲德尔·卡斯特罗和切·格瓦拉的形象开发了一款名为《古巴战士》的射击游戏，风靡中国。

## 延伸閱讀
- Castro and the Cuban Revolution,  by Thomas M. Leonard, Greenwood Press, 1999, ISBN 978-0-313-29979-7
- Cuban Revolution Reader: A Documentary History of Key Moments in Fidel Castro's Revolution,  by Julio García Luis, Ocean Press, 2008, ISBN 978-1-920888-89-3
- Dynamics of the Cuban Revolution: A Marxist Appreciation,  by Joseph Hansen, Pathfinder Press, 1994, ISBN 978-0-87348-559-3
- Havana Nocturne: How the Mob Owned Cuba and Then Lost It to the Revolution,  by T. J. English, William Morrow, 2008, ISBN 978-0-06-114771-5
- Inside the Cuban Revolution: Fidel Castro and the Urban Underground,  by Julia E. Sweig, Harvard University Press, 2004, ISBN 978-0-674-01612-5
- Latin America in the Era of the Cuban Revolution,  by Thomas C. Wright, Praeger Paperback, 2000, ISBN 978-0-275-96706-2
- The Cuban Revolution: Origins, Course, and Legacy,  by Marifeli Perez-Stable, Oxford University Press, 1998, ISBN 978-0-19-512749-2
- The Cuban Revolution: Past, Present and Future Perspectives,  by Geraldine Lievesley, Palgrave Macmillan, 2004, ISBN 978-0-333-96853-6
- The Cuban Revolution: Years of Promise,  by Teo A. Babun, University Press of Florida, 2005, ISBN 978-0-8130-2860-6
- The Moncada Attack: Birth of the Cuban Revolution,  by Antonio Rafael De LA Cova, University of South Carolina Press, 2007, ISBN 978-1-57003-672-9
- The Origins of the Cuban Revolution Reconsidered,  by Samuel Farber, The University of North Carolina Press, 2006, ISBN 978-0-8078-5673-4
- The United States and the Origins of the Cuban Revolution,  by Jules R. Benjamin, Princeton University Press, 1992, ISBN 978-0-691-02536-0